# Kmen (botanika)

Průřez kmenem stromu

Kmen je hlavní dřevnatá část organismu dřevin, zejména stromů, vyrůstající z kořenové části. Z kmene se oddělují větve, nahoře je zakončen vrcholovým pupenem.

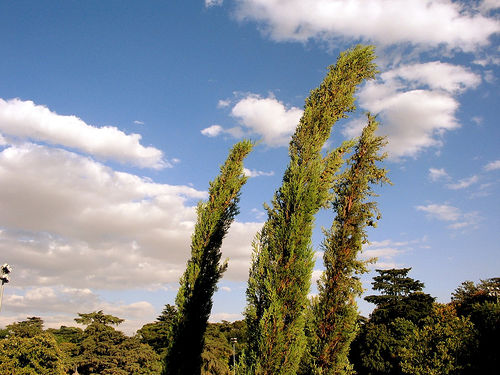
Kmeny stromů nakloněné větrem

Kmen přirozeně roste svisle, v závislosti na přírodních podmínkách však může nastat například náklon kmenu v místě, kde vane často dostatečně silný vítr s jedním převládajícím směrem – k tomu dochází mj. poblíž mořského pobřeží.
Povrch kmene tvoří kůra, jejíž zbarvení a morfologie jsou charakteristickými rysy příslušných druhů. Dosáhne-li větší tloušťky, nazývá se borka; zvláštním druhem kůry je korek. Pod kůrou je lýko (floém), které je kambiem odděleno od nosné dřevní části, xylému. Kmenem stromu proudí v cévách míza přenášející živiny rozpuštěné ve vodě.
Kmen je nejdůležitější část stromů z hlediska využití – např. ve stavebnictví, pro výrobu nábytku, papíru nebo jako palivo. V minulosti se ze silných kmenů vyráběly dlabané čluny – monoxyly.
Obvod kmene se zvyšuje s věkem stromu a jeho stáří lze určit pomocí vrstevnaté struktury dřeva – jeden letorost odpovídá jednomu roku. Letorosty navíc bývají nestejně široké; šířky závisí na klimatických podmínkách v příslušném roce a jejich souslednost je proto charakteristická pro určité období. Toho využívá vědecký obor dendrochronologie.
Největší známý obvod měřící přes 42 metrů má tisovec Montezumův zvaný „Tulský strom“ rostoucí v mexickém městě Santa María del Tule ve státě Oaxaca. V Čechách měla největší obvod přes 11 metrů Tatrovická lípa. Největší objemy kmenů mají sekvojovce obrovské.
Kmeny pravěkých stromů se vzácně dochovaly jako araukarity, zkameněliny – zkamenělá dřeva.
U ovocných stromů se používá metoda roubování – na zakrácený kmen, podnož, se roubují štěpy pro vylepšení odolnosti a růstových podmínek stromů.